# Грошково (Поморське воєводство)
Грошково (пол. Groszkowo) — село в Польщі, у гміні Штутово Новодворського повіту Поморського воєводства.
Населення — 119 осіб (2011).
У 1975-1998 роках село належало до Ельблонзького воєводства.

## Демографія
Демографічна структура станом на 31 березня 2011 року:
|          | Загалом | Допрацездатний вік | Працездатний вік | Постпрацездатний вік |
| -------- | ------- | ------------------ | ---------------- | -------------------- |
| Чоловіки | 63      | 15                 | 42               | 6                    |
| Жінки    | 56      | 10                 | 37               | 9                    |
| Разом    | 119     | 25                 | 79               | 15                   |